# Aplec del Caragol de Lleida
L'aplec del Caragol de Lleida és un aplec que es fa anualment, un cap de setmana al maig, a la ribera del riu Segre i els Camps Elisis de Lleida des del 1980. És una manifestació gastronòmica a la qual els cargols són protagonistes i que incorpora música, xarangues i una cercavila pels carrers de la ciutat. El 2010 s'esperaven 200.000 visitants i es consumiren dotze tones de caragols.

## Història
L'any 1980, amb prop de 12 colles naixia un aplec, incorporava una cercavila pels carrers de la ciutat de Lleida. Uns 300 collistes van participar en la primera festa de l'Aplec i prop de 4.000 visitants van assistir a la primera manifestació gastronòmica de Lleida.
La colla de l'Ordre del Caragol va ser la colla mare de l'Aplec. L'Ordre del Cargol havia reunit un grup de 18 colles per passar el dia vora el riu Segre. Així van demanar la col·laboració i l'autorització a l'Ajuntament de Lleida per fer un Aplec al xoperal del riu al barri de Cappont.
L'1 d'abril de 1981, l'Ordre del Cargol enviava la primera circular a les colles on s'informava dels principals acords aprovats en la darrera reunió de representants de colles i de la inscripció de 34 colles i d'uns 2.300 participants en el següent Aplec del Caragol.
També el 1981 naixia l'Aplequet o Aplec de Tardor, que reuneix el primer cap de setmana d'octubre fins a 60 colles i 3.000 collistes amb com a homenatge als orígens de l'Aplec quan era una celebració d'un sol dia.
A la celebració del 4t Aplec del Caragol, el 1983, es va gravar un disc amb cançons populars de Lleida, entre les quals es va incloure una dedicada al caragol. L'edició de 1985 fou la que l'aplec amplià la seva durada a dos dies i la que per primer cop va reunir els participants de la rua a l'avinguda del Doctor Fleming.
L'any 1986 l'Aplec del Caragol s'inclou dins del programa de la Festa Major de Lleida. Una setmana abans de la celebració de l'Aplec, el 8 de maig de 1988, Lleida va entrar al Llibre de rècords Guiness en aconseguir un rècord mundial: la realització de la llauna de caragols més gran del món. L'Aplec del Caragol de 1990 va presentar com a novetat l'edició del disc de l'Aplec del Caragol amb nou cançons populars de Lleida amb lletra i música dels germans Àngel i Joan Martínez i amb la col·laboració de Manuel Peralta, Eduardo Quijada i la Federació de Colles de l'Aplec. L'edició de 1993 fou la primera en abandonar la ubicació del xoperal per passar a celebrar-se als propers Camps Elisis, lloc on s'ha celebrat des d'aleshores.
L'any 1994 es va constituir la primera junta democràtica de l'Aplec. L'aplec de l'any 1997 va estar protagonitzat per la celebració de la primera Setmana Cultural i la celebració del primer Caragol Rock, amb la participació de Terrovision, Los Sencillos i Cafe Soul.
L'any 2002 l'Aplec va ser declarat Festa Tradicional d'Interès Nacional per la Generalitat de Catalunya.
Les següents edicions la festa continuà creixent en visitants i collistes, i pel 2007 es creà la colla "lo tast" per acollir els visitants. 210.000 persones visitaren l'aplec aquell any.